# Warren County (New York)
Warren je okres (county) amerického státu New York založený v roce 1813 rozdělením okresu Washington. Správním střediskem je okrsek Town of Queensbury s 25 tisíci obyvateli v roce 2006, a největším městem je Glens Falls na jižní hranici okresu, s 15 tisíci obyvateli. Okresem vede důležitá dálnice spojující město New York s hlavním městem státu New York – Albany a kanadským Montréalem. Tato dálnice prochází nejdůležitějšími městy okresu, kromě Glens Falls a Lake George také Warrensburgem a městečkem Chestertown.

## Demografie
V roce 2006 žilo v okresu 66 087 obyvatel. Ženy tvořily 51,3% populace. Z etnického hlediska je obyvatelstvo z 97,5% bělošské.

## Sídla
Poznámka k sídlům: City a Town jsou divizemi okresu zatímco Village a komunity spadají pod Town.

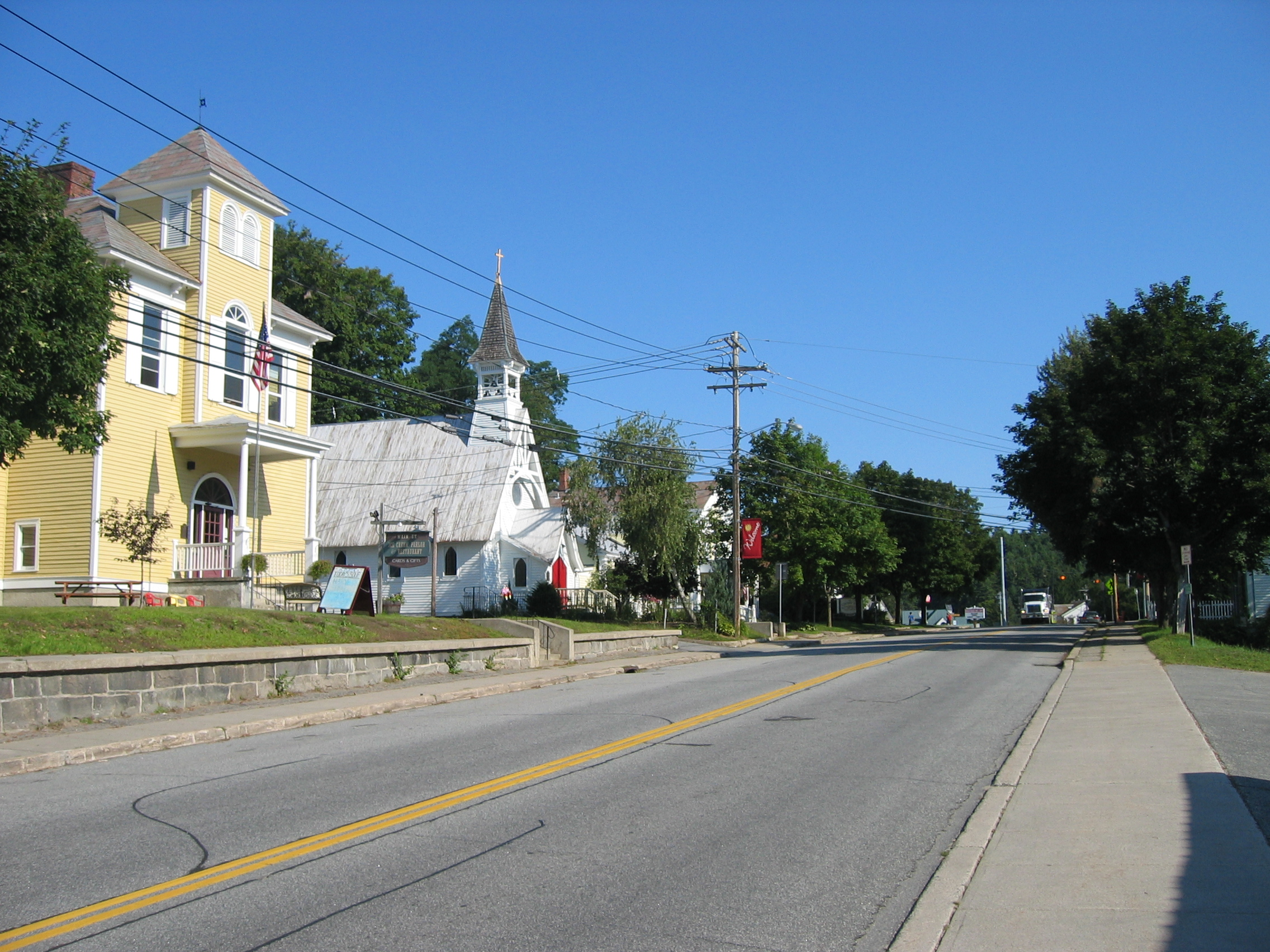
Jižní část hlavní ulice ve městečku Chestertown, v okrsku Chester.

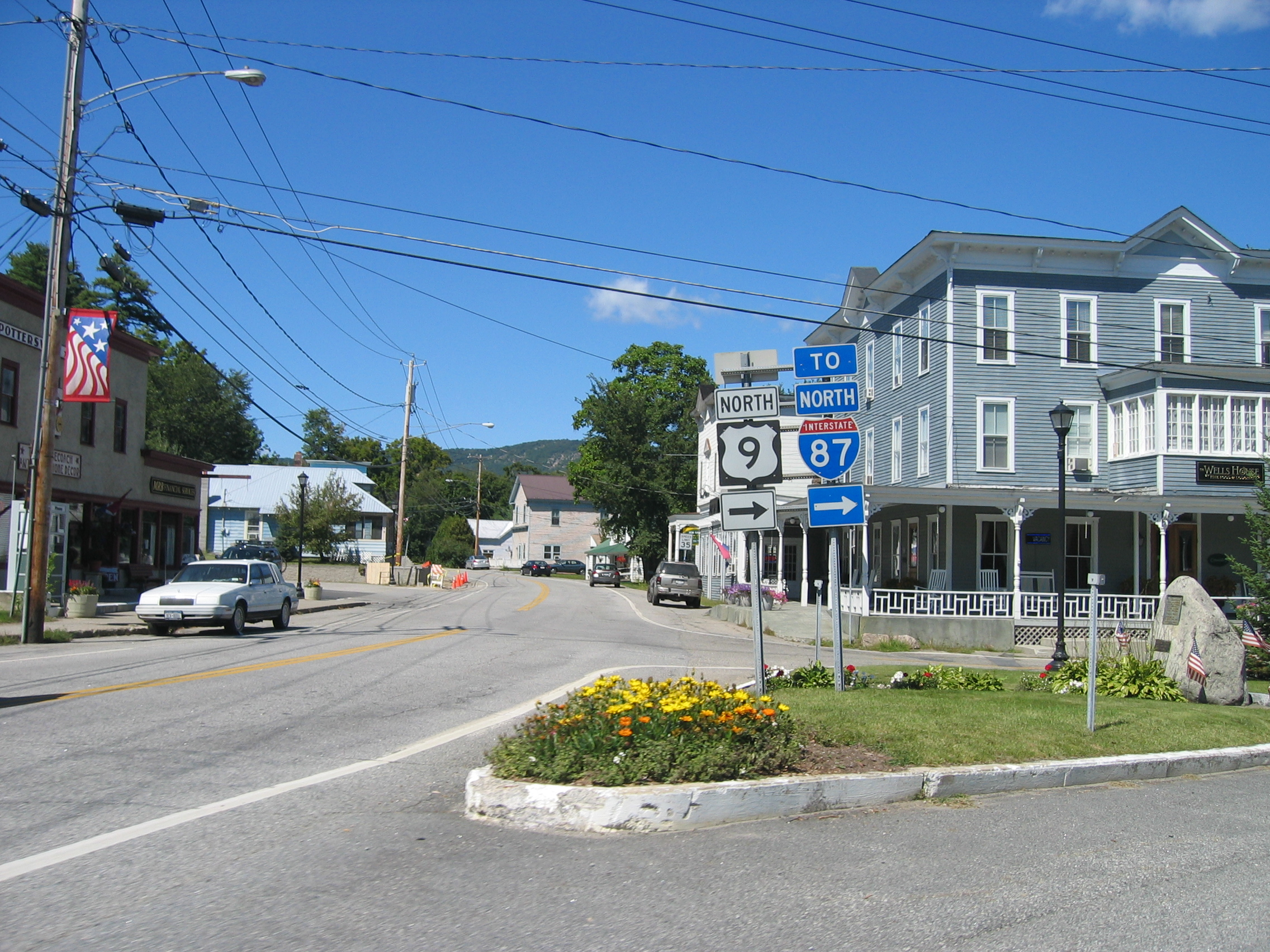
Centrum Pottersville, které se nachází rovněž v Chesteru.

### Sídlo se statusemcity
- Glens Falls – 14 354 obyvatel

### Okrsky se statusemtown
11 obcí se statusem town. Tyto okrsky se většinou skládají z městečka stejného jména a k tomu dvou až tří menších osad.
- Bolton – 2 117 obyvatel
- Chester – 3 614 obyvatel
- Hague – 854 obyvatel
- Horicon – 1 479 obyvatel
- Johnsburg – 2 450 obyvatel
- Lake George – 3 578 obyvatel
- Lake Luzerne – 3 219 obyvatel
- Queensbury – 25 441 obyvatel
- Stony Creek – 743 obyvatel
- Thurman – 1 199 obyvatel
- Warrensburg – 4 255 obyvatel

### Sídlo se statusemvillage
- Lake George – 985 obyvatel

### Nejvýznamnější komunity a městečka

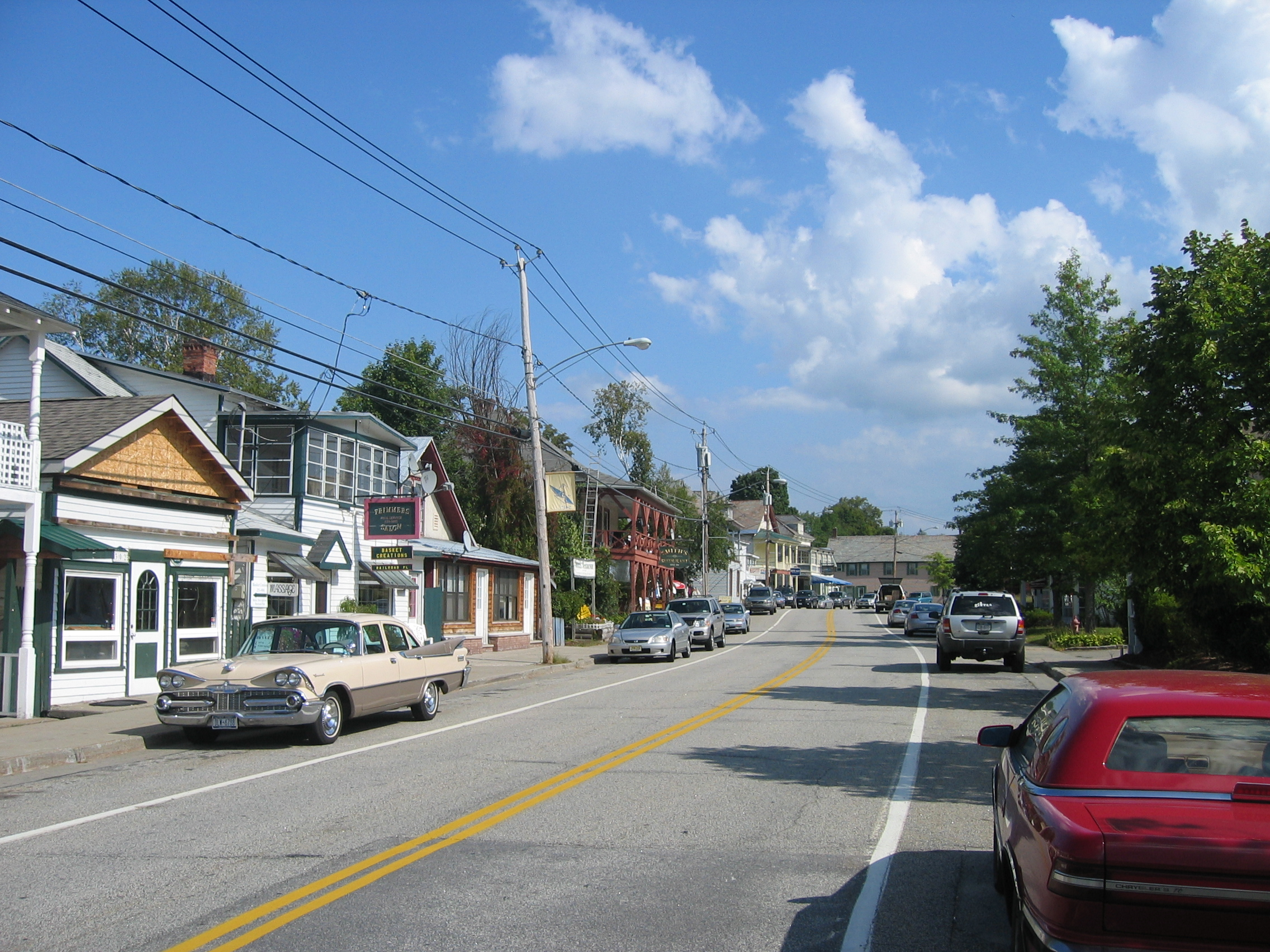
Hlavní ulice ve městečku North Creek.

Městečka a komunity se statusem hamlet.
- Bolton Landing, v Town of Bolton
- Brant Lake, v Town of Horicon
- Chestertown, v Town of Chester
- North Creek, v Town of Johnsburg
- Warrensburg, v Town of Warrensburg

## Sousední okresy
- sever – Essex
- východ – Washington
- jih – Saratoga
- západ – Hamilton